# Premio Xavier Villaurrutia
Il premio Xavier Villaurrutia è un premio letterario messicano.

## Storia
Il premio fu fondato in Messico nel 1957 per iniziativa del critico letterario Francisco Zendejas e dedicato allo scrittore Xavier Villaurrutia. Nella sua prima edizione fu concesso retroattivamente al romanzo dello scrittore Juan Rulfo, Pedro Páramo. L'associazione che concedeva il premio fu battezzata Sociedad de Amigos de Xavier Villaurrutia, ma, dopo la morte di Alfonso Reyes, uno dei suoi membri più importanti, nel 1959 cambiò nome in Sociedad Alfonsina Internacional (SAI). Attualmente il premio è conferito da due istituzioni: la SAI e il Consejo Nacional para la Cultura y las Artes. Lo scopo del premio è quello di stimolare e proteggere la produzione letteraria messicana. È considerato un premio prestigioso perché viene conferito da una giuria specializzata, composta da scrittori. Si tiene ogni anno durante il mese di febbraio e premia qualunque opera sia ritenuta degna dalla giuria, sempre che sia pubblicata in Messico. In alcuni casi è stato premiato più di uno scrittore nella stessa edizione, altre volte invece il premio è stato concesso non per un'opera in particolare, ma alla carriera.

## Lista vincitori del premio
| Anno | Autore                                | Opera                                                                  |
| ---- | ------------------------------------- | ---------------------------------------------------------------------- |
| 1955 | Juan Rulfo                            | Pedro Páramo (romanzo)                                                 |
| 1956 | Octavio Paz                           | El arco y la lira (saggio)                                             |
| 1957 | Josefina Vicens                       | El libro vacío (romanzo)                                               |
| 1958 | non assegnato                         |                                                                        |
| 1959 | Marco Antonio Montes de Oca           | Delante de la luz cantan los pájaros (poesia)                          |
| 1960 | Rosario Castellanos                   | Ciudad Real (racconto)                                                 |
| 1961 | non assegnato                         |                                                                        |
| 1962 | non assegnato                         |                                                                        |
| 1963 | Elena Garro                           | Los recuerdos del porvenir (romanzo)                                   |
| 1963 | Juan José Arreola                     | La feria (romanzo)                                                     |
| 1964 | Homero Aridjis                        | Mirándola dormir (poesia)                                              |
| 1965 | Salvador Elizondo                     | Farabeuf o la crónica de un instante (romanzo)                         |
| 1966 | Fernando del Paso                     | José Trigo (romanzo)                                                   |
| 1967 | José Revueltas                        | percorso letterario                                                    |
| 1968 | sospeso                               |                                                                        |
| 1969 | sospeso                               |                                                                        |
| 1970 | Eduardo Lizalde                       | El tigre en la casa (poesia)                                           |
| 1971 | Carlos Montemayor                     | Las llaves de Urgell (racconto)                                        |
| 1972 | Juan García Ponce                     | Encuentros (racconto)                                                  |
| 1972 | Gabriel Zaid                          | Leer poesía (saggio)                                                   |
| 1972 | Hugo Hiriart                          | Galaor (romanzo)                                                       |
| 1972 | Jaime Sabines y Ernesto Mejía Sánchez | percorso letterario                                                    |
| 1973 | Federico Arana                        | Las jiras (romanzo)                                                    |
| 1973 | Esther Seligson                       | Otros son los sueños (romanzo)                                         |
| 1973 | José Emilio Pacheco                   | El principio del placer (romanzo)                                      |
| 1973 | Tomás Segovia                         | Terceto (poesia)                                                       |
| 1973 | Héctor Azar                           | Los juegos de azar: seis obras en un acto (teatro)                     |
| 1974 | Arturo Azuela                         | El tamaño del infierno (romanzo)                                       |
| 1974 | Julieta Campos                        | Tiene los cabellos rojizos y se llama Sabina (romanzo)                 |
| 1974 | Gustavo Sainz                         | La princesa del Palacio de Hierro (romanzo)                            |
| 1974 | Manuel Echeverría                     | Un redoble muy largo (romanzo) (Premio rifiutato)                      |
| 1975 | Carlos Fuentes                        | Terra nostra (romanzo)                                                 |
| 1975 | Augusto Monterroso                    | Antología personal (racconto)                                          |
| 1975 | José Vázquez Amaral                   | Ezra Pound, cantares completos (saggio)                                |
| 1975 | Efraín Huerta                         | percorso letterario                                                    |
| 1976 | Tita Valencia                         | Minotauromaquia (poesia)                                               |
| 1976 | Jorge Enrique Adoum                   | Entre Marx y una mujer desnuda (romanzo)                               |
| 1976 | Daniel Leyva                          | Crispal (romanzo)                                                      |
| 1976 | Enrique González Rojo                 | El quíntuple balar de mis sentidos (poesia)                            |
| 1977 | Silvia Molina                         | La mañana debe seguir gris (romanzo)                                   |
| 1977 | Jaime Reyes Rodríguez                 | Isla de raíz amarga, insomne raíz (poesia)                             |
| 1977 | Amparo Dávila                         | Árboles petrificados (racconto)                                        |
| 1977 | Luis Mario Schneider                  | La resurrección de Clotilde Goñi (romanzo)                             |
| 1978 | José Luis González                    | Balada de otro tiempo (romanzo)                                        |
| 1978 | Isabel Fraire                         | Poemas en el regazo de la muerte (poesia)                              |
| 1978 | Emiliano González                     | Los sueños de la Bella Durmiente (racconto)                            |
| 1978 | Ulalume González de León              | El riesgo del placer (saggio)                                          |
| 1979 | Carlos Eduardo Turón                  | La libertad tiene otro nombre (poesia)                                 |
| 1979 | Inés Arredondo                        | Río subterráneo (romanzo)                                              |
| 1980 | Sergio Fernández Cárdenas             | Segundo sueño (romanzo)                                                |
| 1980 | Fernando Curiel                       | Onetti: obra y calculado infortunio (saggio)                           |
| 1980 | Jesús Gardea                          | Septiembre y los otros días (racconto)                                 |
| 1980 | Alí Chumacero                         | percorso letterario                                                    |
| 1981 | Margarita Villaseñor                  | El rito cotidiano (poesia)                                             |
| 1981 | Jaime del Palacio                     | Parejas (romanzo)                                                      |
| 1981 | Noé Jitrik                            | Fin del ritual (romanzo)                                               |
| 1981 | Sergio Pitol                          | Nocturno de Bujara (racconto)                                          |
| 1982 | Alberto Dallal                        | El «dancing» mexicano (saggio)                                         |
| 1982 | Eraclio Zepeda                        | Andando el tiempo (racconto)                                           |
| 1982 | Luisa Josefina Hernández              | Apocalipsis cum figuris (teatro)                                       |
| 1982 | Francisco Cervantes                   | Cantado para nadie (poesia)                                            |
| 1983 | Sergie I. Zaitzeff                    | El arte de Julio Torri (saggio)                                        |
| 1983 | Carlos Illescas                       | Usted es la culpable (poesia)                                          |
| 1983 | María Luisa Puga                      | Pánico o peligro (romanzo)                                             |
| 1983 | Héctor Manjarrez                      | No todos los hombres son románticos (romanzo)                          |
| 1984 | Jomi García Ascot                     | Antologia personale: poesia (poesia)                                   |
| 1984 | Carmen Alardín                        | La violencia del otoño (poesia)                                        |
| 1984 | Arturo González Cosío                 | El pequeño bestiario ilustrado (poesia)                                |
| 1984 | Margo Glantz                          | Síndrome de naufragios (racconto)                                      |
| 1984 | Lisa Block de Behar                   | Una retórica del silencio (saggio)                                     |
| 1985 | Angelina Muñiz-Huberman               | Huerto cerrado, huerto sellado (racconto)                              |
| 1986 | Sergio Galindo                        | Otilia Rauda (romanzo)                                                 |
| 1986 | Federico Patán                        | Último exilio (romanzo)                                                |
| 1987 | Alberto Ruy Sánchez                   | Los nombres del aire (romanzo)                                         |
| 1987 | Bárbara Jacobs                        | Las hojas muertas (romanzo)                                            |
| 1988 | Álvaro Mutis                          | Ilona arriva con la pioggia (Ilona llega con la lluvia (romanzo)       |
| 1988 | Ernesto de la Peña                    | Las estratagemas de Dios (racconto)                                    |
| 1989 | Carmen Boullosa                       | Antes, La salvaja y Papeles irresponsables (romanzo)                   |
| 1989 | Guillermo Sheridan                    | Un corazón adicto: la vida de Ramón López Velarde (saggio)             |
| 1990 | José Luis Rivas                       | Brazos de mar (poesia)                                                 |
| 1990 | Emilio García Riera                   | El cine es mejor que la vida (memorie)                                 |
| 1991 | Vicente Quirarte                      | El ángel es vampiro (poesia)                                           |
| 1991 | Gerardo Deniz                         | Amor y oxidente                                                        |
| 1992 | Daniel Sada                           | Registro de causantes (racconto)                                       |
| 1992 | Marco Antonio Campos                  | Antología personal (poesia)                                            |
| 1993 | Jorge López Páez                      | Los cerros azules (romanzo)                                            |
| 1994 | Francisco Hernández Pérez             | Moneda de tres caras (poesia)                                          |
| 1995 | Carlos Monsiváis                      | Los rituales del caos (cronaca)                                        |
| 1996 | Jaime Labastida                       | Animal de silencios y La palabra enemiga (poesia)                      |
| 1997 | Jorge Ruiz Dueñas                     | Habitaré su nombre y Saravá (poesia)                                   |
| 1998 | Ignacio Solares                       | El sitio (romanzo)                                                     |
| 1999 | Juan Villoro                          | La casa pierde (racconto)                                              |
| 2000 | Vicente Leñero                        | La inocencia de este mundo (antologia)                                 |
| 2001 | Mario Bellatin                        | Flores (romanzo)                                                       |
| 2002 | Juan Bañuelos                         | A paso de hierba (poesia)                                              |
| 2002 | Hugo Gutiérrez Vega                   | Peregrinaciones. Poesía 1965-2001 Bazar de asombros II (poesia)        |
| 2003 | Coral Bracho                          | Ese espacio, ese jardín (poesia)                                       |
| 2003 | Pedro Ángel Palou García              | Con la muerte en los puños (romanzo)                                   |
| 2004 | Christopher Domínguez Michael         | Vida de Fray Servando (saggio)                                         |
| 2005 | David Huerta                          | Versión (poesia)                                                       |
| 2006 | Alejandro Rossi                       | Edén. Vida imaginada (romanzo)                                         |
| 2007 | Elsa Cross                            | Cuaderno de Amorgós (poesia)                                           |
| 2007 | Pura López Colomé                     | Santo y Seña (poesia)                                                  |
| 2008 | Adolfo Castañón                       | Viaje a México. Ensayos, crónicas y retratos (saggio)                  |
| 2009 | Tedi López Mills                      | Muerte en la rúa Augusta                                               |
| 2010 | Sergio Mondragón                      | Hojarasca                                                              |
| 2011 | Felipe Garrido                        | Conjuros (racconti)                                                    |
| 2011 | Enrique Sealtiel Alatriste e Lozano   | Renunció - Geografia dell'illusione e Saggio sulla illusione (romanzo) |
| 2012 | Myriam Moscona                        | Tela de Sevoya (romanzo)                                               |
| 2013 | José de la Colina                     | De libertades fantasmas o de la literatura como juego (saggio)         |
| 2014 | Álvaro Uribe                          | Autorretrato de familia con perro (romanzo)                            |
| 2015 | Jorge Aguilar Mora                    | Sueños de la razón, 1799 y 1800. Umbrales del siglo XIX (saggio)       |
| 2016 | Alberto Blanco                        | El canto y el vuelo (saggio)                                           |
| 2017 | David Toscana                         | Olegaroy (romanzo)                                                     |
| 2018 | Fabio Morábito                        | El lector a domicilio (romanzo)                                        |
| 2019 | Enrique Serna                         | El vendedor de silencio (romanzo)[1]                                   |
| 2020 | Malva Flores                          | Estrella de dos puntas (saggio)[2]                                     |
| 2021 | Cristina Rivera Garza                 | El invencible verano de Liliana (romanzo)[3]                           |
| 2022 | Gonzalo Celorio Blasco                | Mentideros de la memoria (romanzo)[4]                                  |
| 2023 | Christian Peña                        | Quirón (poesia)[5]                                                     |
| 2024 | Mónica Nepote                         | Las trabajadoras (poesia)[6]                                           |